# Tom Taylor
Tom Taylor (ur. 19 października 1817 w Bishopwearmouth, zm. 12 lipca 1880 w Battersea) – angielski pisarz, dramaturg i krytyk literacki, naczelny pisma satyrycznego "Punch", autor sztuki Our American Cousin, podczas inscenizacji której w Waszyngtonie postrzelono śmiertelnie prezydenta Abrahama Lincolna.

## Życiorys

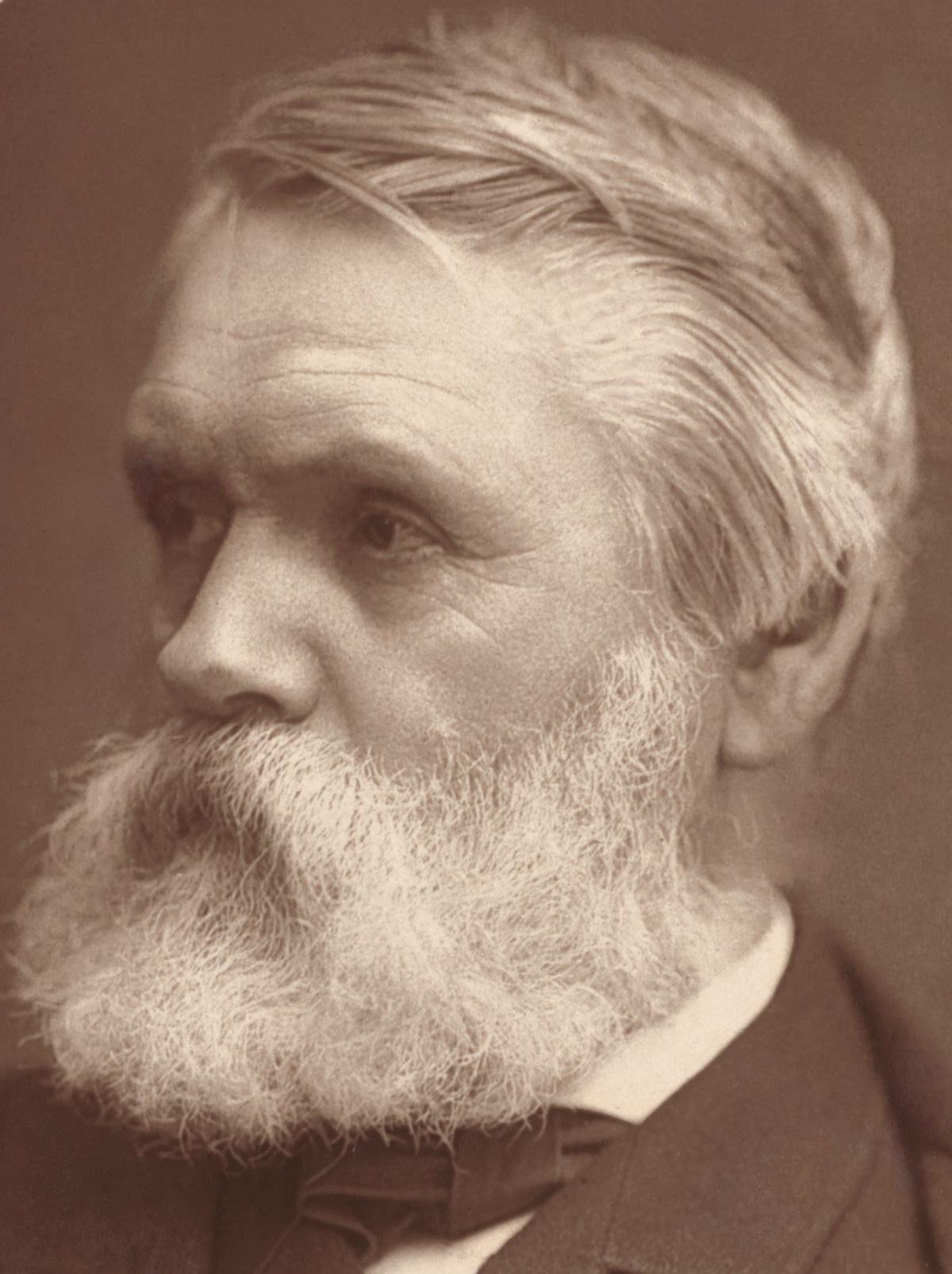
Tom Taylor

Tom Taylor ukończył studia na Uniwersytecie w Cambridge w 1837 roku. Karierę dziennikarską rozwijał w Londynie, współpracując z "Morning Chronicle" oraz "Daily News". Od 1844 rozpoczął współpracę z magazynem satyrycznym "Punch", w 1874 zostając jego naczelnym. Literat jest autorem około 100 sztuk, w tym adaptacji opowiadań innych pisarzy, m.in. Charlesa Dickensa. Dramaty Taylora wystawiano również w Stanach Zjednoczonych. W trakcie wystawiania sztuki Our American Cousin (pol. Nasz amerykański kuzyn) w waszyngtońskim Teatrze Forda 14 kwietnia 1865 zastrzelono prezydenta Abrahama Lincolna. Kilka sztuk Taylora zostało przeniesionych na ekran w epoce kina niemego (Peg Woffington, The Ticket-of-Leave Man, Masks and Faces).

## Polskie wydania
- Ofiary. Komedya we 3 aktach, tłum. Aleksander Przeździecki, wyd. 1859 (org. Victims, 1857)